# Old Essex House

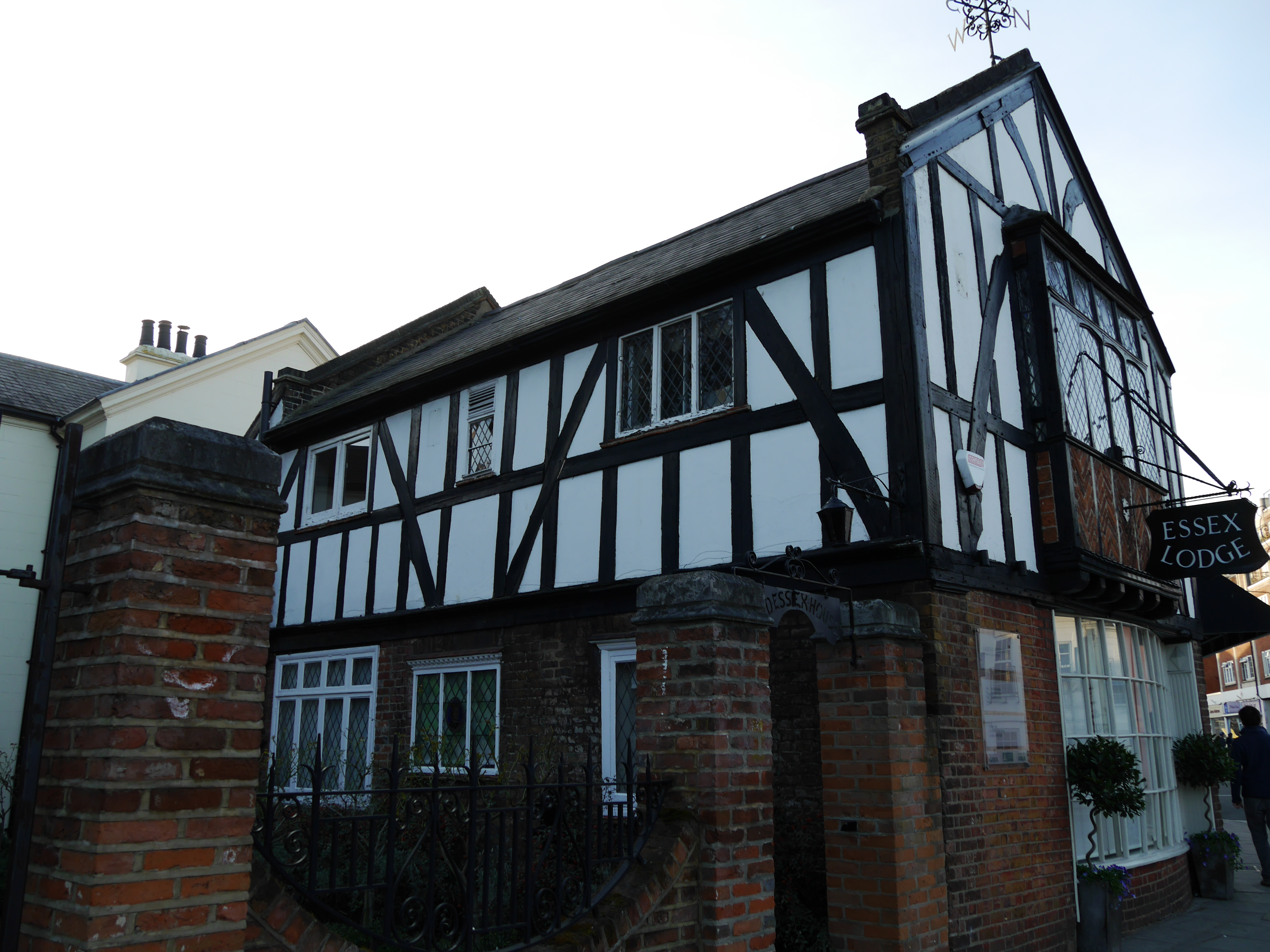
Old Essex House

Old Essex House é uma casa listada de Grau II em Station Road, Barnes, em Londres.
Ela tem as suas origens no final do século XVI/início do século XVII. Actualmente é um consultório médico